# Gemeentebadhuis aan de Polanenstraat/Zaanstraat

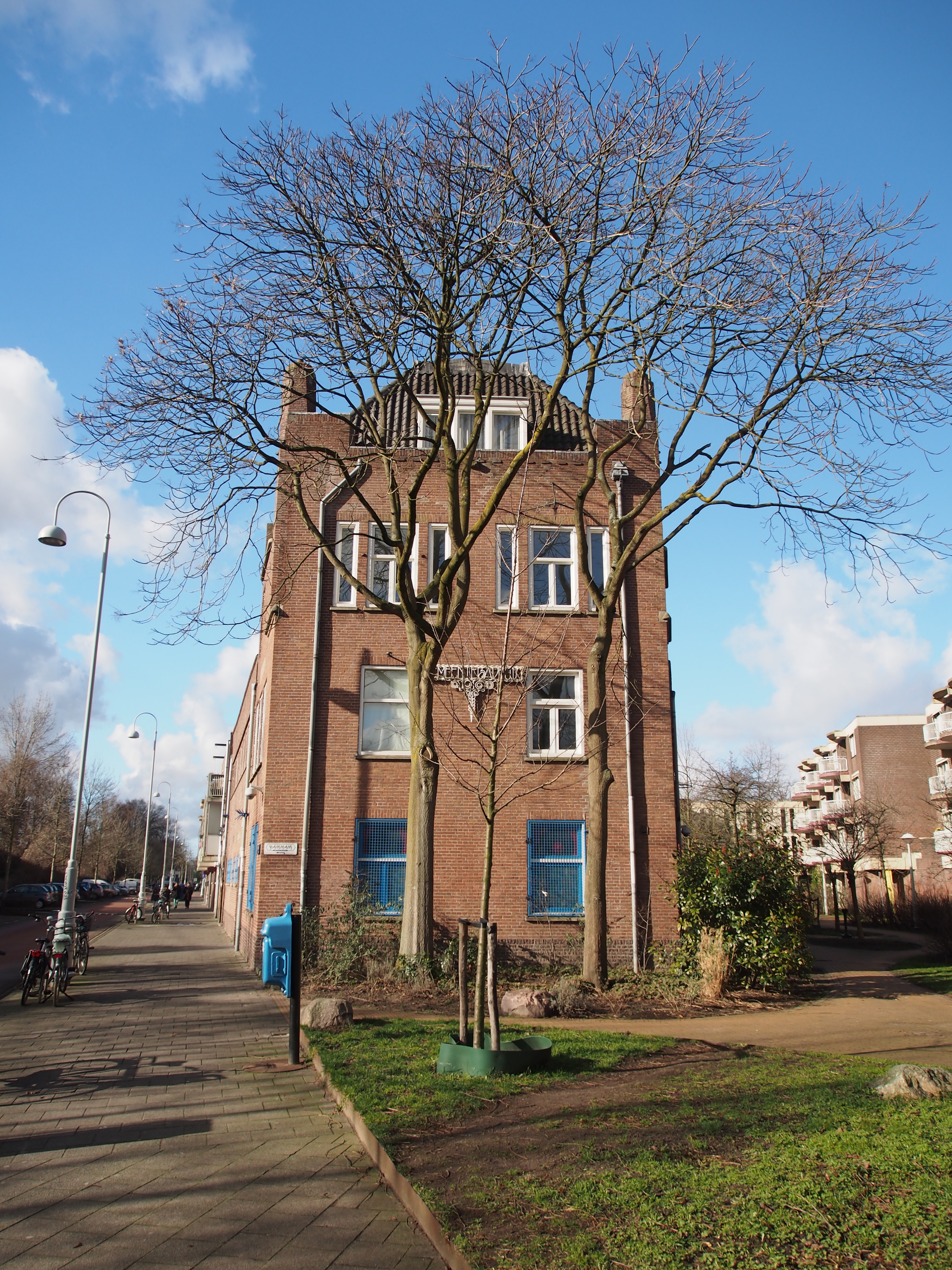
Het Gemeentebadhuis anno 2017

Het Gemeentebadhuis aan de Polanenstraat/Zaanstraat is een voormalig badhuis in Amsterdam.

## Geschiedenis
Reeds in 1913 werden er de eerste plannen gemaakt voor de realisatie van een nieuw badhuis aan de Zaanstraat in Amsterdam.
Drie jaar later werd het badhuis werd op 15 mei 1916 geopend. 
Het badhuis had twee gescheiden ingangen voor mannen en vrouwen en telde 30 baden, verdeeld onder mannen (20) en vrouwen (10). 

Het beheer van het gemeentelijke badhuis viel onder de Woningdienst van Amsterdam. (Vanaf 1920 veranderde dat en kreeg de dienst WSBZ, de Dienst der Wasch- en Schoonmaak, Bad- en Zweminrichtingen, het beheer toegewezen)
In 1918 werd het badhuis uitgebreid met een kinderbad, dat gratis ter beschikking werd gesteld aan schoolkinderen. Toezicht werd gehouden door eigen badmeesters.

In 1952 werd een speciale luchtbehandelingsinstallatie geplaatst nadat gebleken was dat de verdamping van de warme lucht op drukke dagen mist in het badhuis veroorzaakte.
In 1979 werd het badhuis tijdelijk gesloten in verband met een defecte stookketel maar ook vanwege teruglopende bezoekersaantallen.

Zes later viel het doek definitief. Na een aantal jaren van leegstand werd in 1988, op initiatief van voormalig Marokkaans vluchteling Zaitouni Jilali, het badhuis omgebouwd tot een Hammam. Dit gebeurde met medewerking van de gemeente Amsterdam die nagenoeg alle kosten van de renovatie en verbouwing voor haar rekening nam.
In 2016 besloot de gemeente Amsterdam om het gebouw als gemeentelijk monument te kwalificeren.
In 2020-2021 is het verbouwd tot appartementen naar ontwerp van Amoksi Architectuur.
Het gebouw is sinds 2016 een gemeentelijk monument.

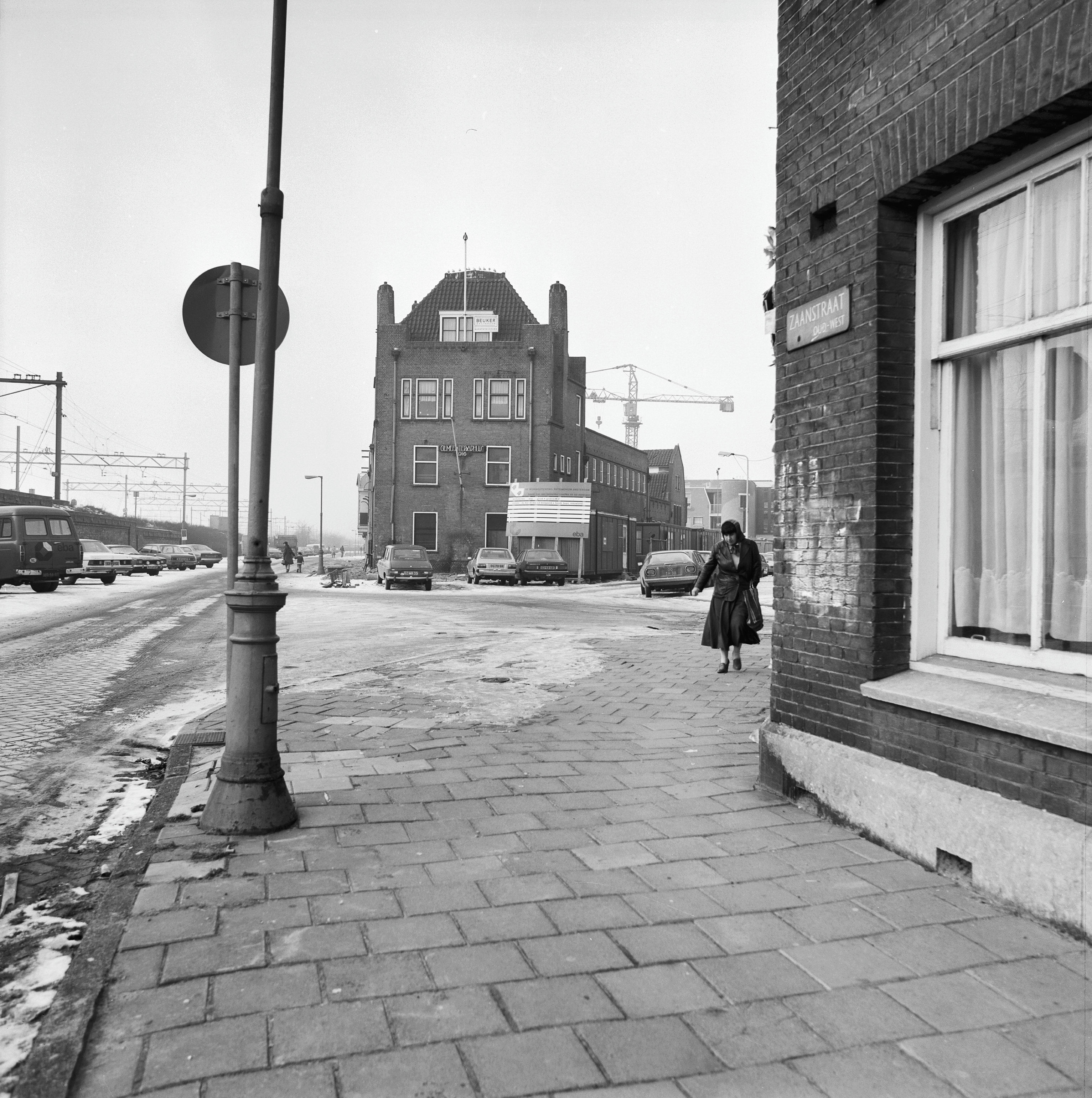
Gemeentebadhuis Zaanstraat (1979)
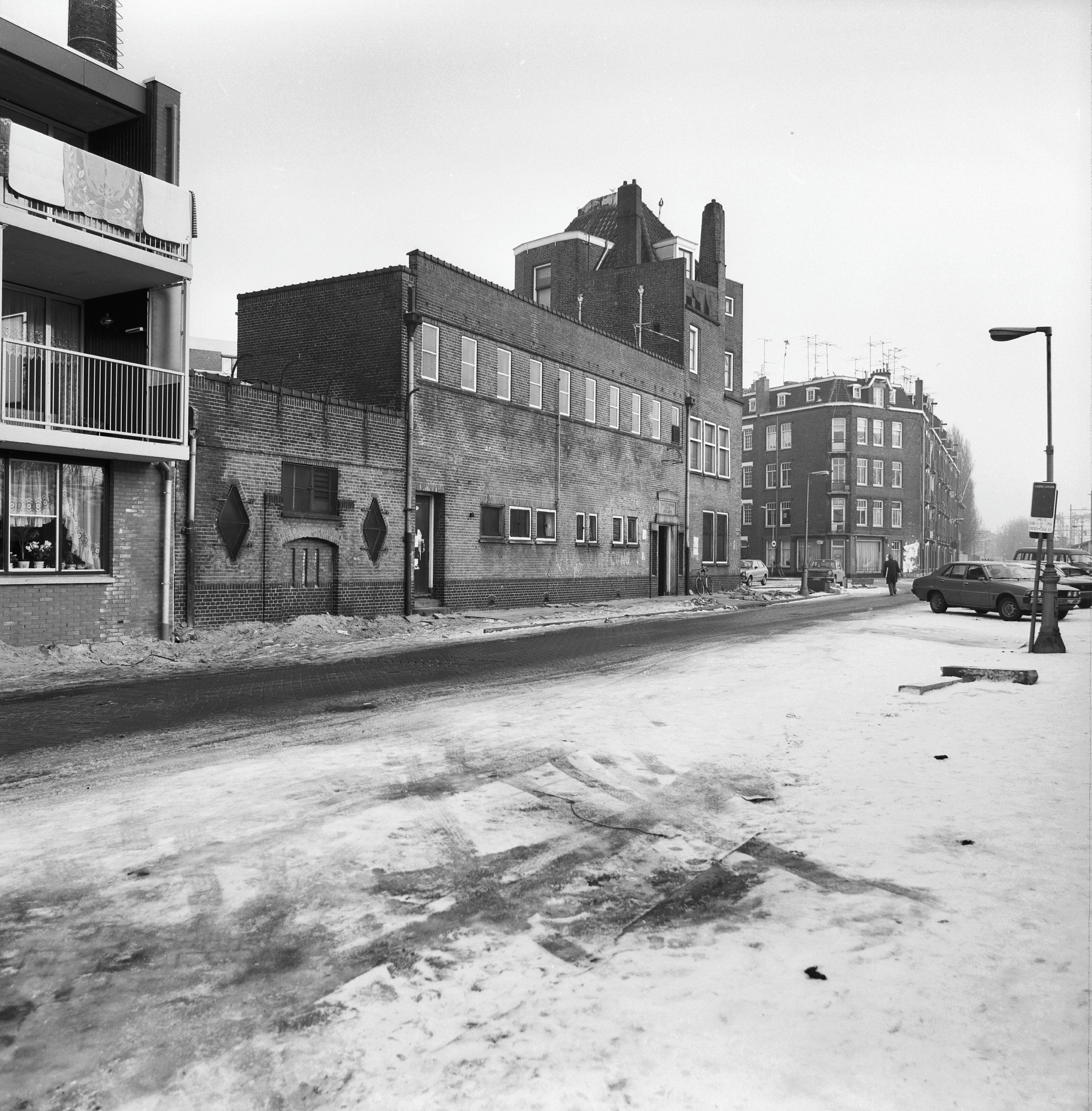
Zijgevel Gemeentebadhuis zijde Polanenstraat
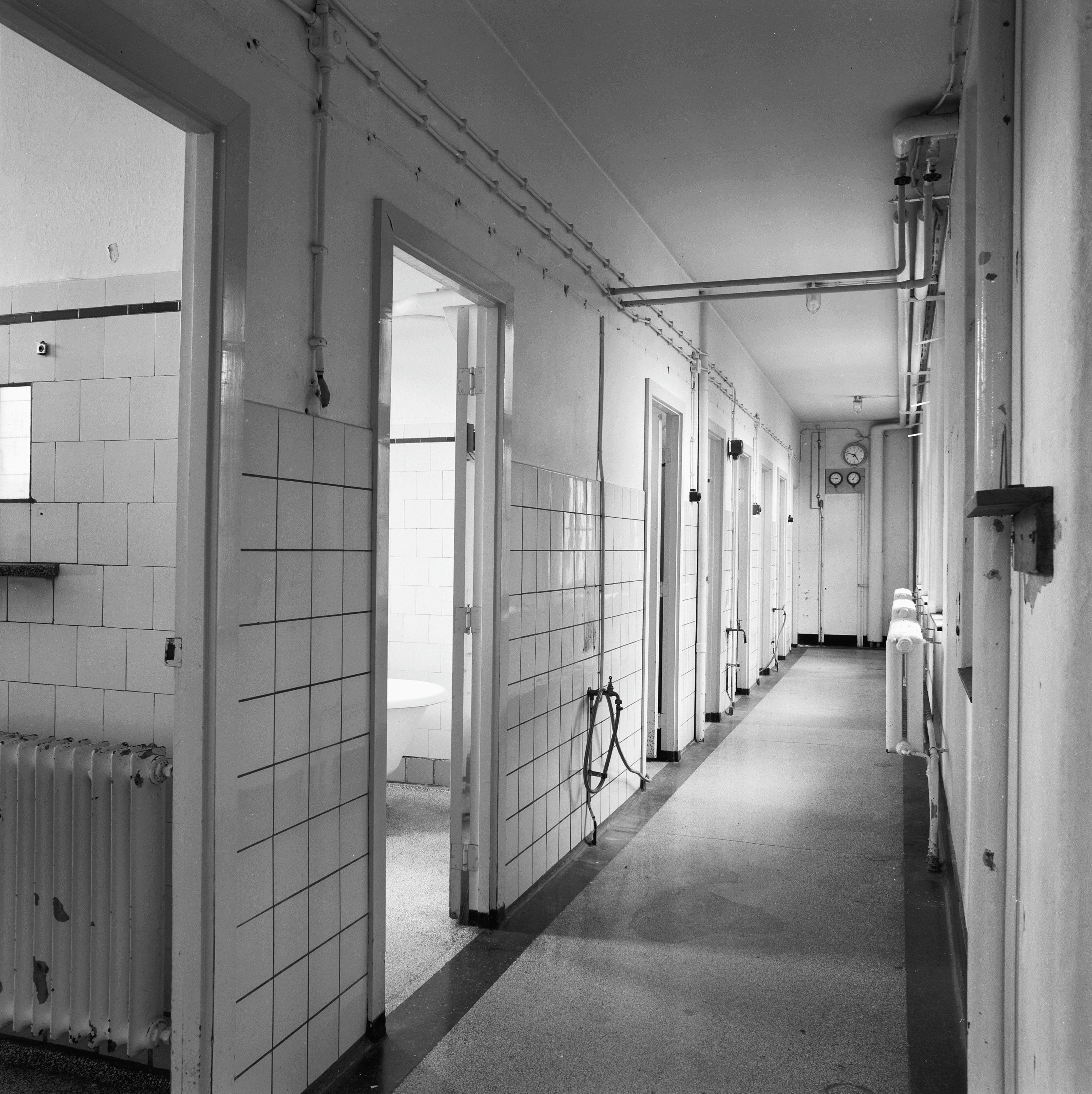
Interieur gang